# Янгозеро (озеро, Пудожский район)
Янгозеро — озеро на территории Пяльмского сельского поселения Пудожского района Республики Карелии.

## Общие сведения
Площадь озера — 6,2 км², площадь водосборного бассейна — 30,3 км². Располагается на высоте 171,2 метров над уровнем моря. Котловина ледникового генезиса.
Форма озера продолговатая: вытянуто с севера на юг. Берега каменисто-песчаные, местами заболоченные.
Через озеро протекает река Яньга, вытекающая из Сярьгозера и втекающая в реку Выг.
Рыбы: щука, плотва, лещ, налим, окунь, ёрш.
На восточном берегу стоит заброшенная деревня Янгозеро, к которой подходит старая лесная дорога.
Код объекта в государственном водном реестре — 02020001211102000006774.